# Apogonalia mediolineata
Apogonalia mediolineata är en insektsart som beskrevs av Fowler 1899. Apogonalia mediolineata ingår i släktet Apogonalia och familjen dvärgstritar. Inga underarter finns listade i Catalogue of Life.